# Sukacze (Białoruś)
Sukacze (biał. Сукачы, Sukaczy; ros. Сукачи, Sukaczi) – wieś na Białorusi, w obwodzie brzeskim, w rejonie drohiczyńskim, w sielsowiecie Imienin. W 2019 roku liczyła 39 mieszkańców.